# Kachmar
Kachmar (ou Kashmar ; en persan : کاشمر / Kâšmar) est une ville du nord-est de l'Iran, dans la province du Khorassan-e Razavi. Elle est située à 217 km au sud de Machhad,.
La madrassa Haj Sultan Al-Ulama dans le centre de la ville est l'une des plus célèbres écoles religieuses du département de Kadjar et de la province du Khorassan-e Razavi.
L'imamzadeh Seyed Morteza à Kachmar est fréquenté, surtout durant la période du Norouz, par un grand nombre d'iraniens.
L'Imamzadeh Syed Hamza est situé au centre-ville et est entouré d'un jardin de huit hectares environ.
On y trouve dans la région de Kachmar une quarantaine de raisins différents et la ville exporte des raisins secs, ainsi que du safran et des tapis.

## Personnalités
- Fateme Ekhtesari, poétesse iranienne